# Geordi La Forge
Geordi La Forge, är en fiktiv figur i Star Treks universum som porträtteras av LeVar Burton i TV-serien Star Trek: The Next Generation.

## Biografi
Geordi La Forge föddes blind 2335 på grund av problem vid födseln. Båda hans föräldrar var stjärnflottofficerer.  Eftersom han är blind bär han alltid ett visir framför ögonen som ger honom möjlighet att kunna se med större klarhet och djup än någon annan människa kan göra. 
Ombord på Enterprise-D arbetade han på bryggan som flygkontrollör och senare som chefstekniker i maskinrummet. 